# Алту-Медиу-Канинде (микрорегион)

Алту-Медиу-Канинде на карте.

Алту-Медиу-Канинде (порт. Microrregião do Alto Médio Canindé) — микрорегион в Бразилии, входит в штат Пиауи. Составная часть мезорегиона Юго-восток штата Пиауи. Население составляет 261 938 человек (на 2010 год). Площадь — 31 541,452 км². Плотность населения — 8,30 чел./км².

## Демография
Согласно сведениям, собранным в ходе переписи 2010 г. Национальным институтом географии и статистики (IBGE), население микрорегиона составляет:
| Полное население                             | Полное население                             | Полное население                             | Полное население                             | 261 938 |
| -------------------------------------------- | -------------------------------------------- | -------------------------------------------- | -------------------------------------------- | ------- |
| в том числе:                                 | Городское население                          | 104 928                                      | Процент городского населения, %              | 40,06   |
|                                              | Сельское население                           | 157 010                                      | Процент сельского населения, %               | 59,94   |
|                                              | Мужское население                            | 131 293                                      | Процент мужского населения, %                | 50,12   |
|                                              | Женское население                            | 130 645                                      | Процент женского населения, %                | 49,88   |
| Плотность населения, чел/км²                 | Плотность населения, чел/км²                 | Плотность населения, чел/км²                 | Плотность населения, чел/км²                 | 8,30    |
| Население микрорегиона в % к населению штата | Население микрорегиона в % к населению штата | Население микрорегиона в % к населению штата | Население микрорегиона в % к населению штата | 8,40    |

## Статистика
- Валовой внутренний продукт на 2003 год составляет 482 695 529,00 реалов (данные: Бразильский институт географии и статистики).
- Валовой внутренний продукт на душу населения на 2003 год составляет 1946,62 реалов (данные: Бразильский институт географии и статистики).
- Индекс развития человеческого потенциала на 2000 год составляет 0,577 (данные: Программа развития ООН).

## Состав микрорегиона
В состав микрорегиона включены следующие муниципалитеты:
1. Акауан
2. Бела-Виста-ду-Пиауи
3. Белен-ду-Пиауи
4. Бетания-ду-Пиауи
5. Калдейран-Гранди-ду-Пиауи
6. Кампинас-ду-Пиауи
7. Кампу-Алегри-ду-Фидалгу
8. Кампу-Гранди-ду-Пиауи
9. Капитан-Жервазиу-Оливейра
10. Каридади-ду-Пиауи
11. Консейсан-ду-Канинде
12. Куррал-Нову-ду-Пиауи
13. Флореста-ду-Пиауи
14. Франсиску-Маседу
15. Фронтейрас
16. Изаиас-Куэлью
17. Итайнополис
18. Жакобина-ду-Пиауи
19. Жайкос
20. Жуан-Коста
21. Лагоа-ду-Барру-ду-Пиауи
22. Марколандия
23. Масапе-ду-Пиауи
24. Нова-Санта-Рита
25. Падри-Маркус
26. Паис-Ландин
27. Патус-ду-Пиауи
28. Паулистана
29. Педру-Лаурентину
30. Кеймада-Нова
31. Рибейра-ду-Пиауи
32. Санту-Инасиу-ду-Пиауи
33. Симплисиу-Мендис
34. Симойнс
35. Сокорру-ду-Пиауи
36. Сан-Франсиску-ди-Асис-ду-Пиауи
37. Сан-Жуан-ду-Пиауи
38. Вера-Мендис
39. Вила-Нова-ду-Пиауи